# Vieux-Berquin
Vieux-Berquin település Franciaországban, Nord megyében. Lakosainak száma 2641 fő (2022. január 1.). Vieux-Berquin Pradelles, Bailleul, Borre, Le Doulieu, Hazebrouck, Merris, Merville, Morbecque, Neuf-Berquin és Strazeele községekkel határos.

## Népesség
A település népessége az elmúlt években az alábbi módon változott:
| Lakosok száma | 2497 | 2516 | 2553 | 2507 | 2503 | 2512 | 2634 | 2649 | 2641 |
|               | 2013 | 2015 | 2016 | 2017 | 2018 | 2019 | 2020 | 2021 | 2022 |